# Olympische Sommerspiele 1996/Teilnehmer (Somalia)
| Gelbes Symbol für Goldmedaillen mit stilisierten Olympischen Ringen | Graues Symbol für Silbermedaillen mit stilisierten Olympischen Ringen | Braundes Symbol für Bronzemedaillen mit stilisierten Olympischen Ringen |
| ------------------------------------------------------------------- | --------------------------------------------------------------------- | ----------------------------------------------------------------------- |
| —                                                                   | —                                                                     | —                                                                       |

Somalia nahm an den Olympischen Sommerspielen 1996 in Atlanta, USA, mit einer Delegation von vier Sportlern (allesamt Männer) teil.

## Teilnehmer nach Sportarten

### Leichtathletik
- Ibrahim Mohamed Aden
800 Meter: Vorläufe

- Abdi Bile
1500 Meter: 6. Platz

- Aboukar Hassan Adani
5000 Meter: Vorläufe

- Abdi Isak
Marathon: 110. Platz